# 수라민
수라민(Suramin)은 아프리카 수면병과 회선사상충증을 치료하는 데 사용되는 의약품이다. 중추신경계 침범이 없는 수면병에 대한 일차 치료제이다. 정맥 주사로 투여된다.
수라민은 상당수의 부작용을 일으킨다. 흔한 부작용으로는 구역, 구토, 설사, 두통, 피부 저림, 쇠약 등이 있다. 손바닥과 발바닥의 통증, 시력 문제, 발열, 복통도 발생할 수 있다. 심각한 부작용으로는 저혈압, 의식 수준 저하, 신장병, 혈구 수치 감소 등이 있을 수 있다. 모유 수유 중에 안전한지는 불분명하다.
수라민은 적어도 1916년경에 처음 만들어졌다. 세계보건기구 필수 의약품 목록에 등재되어 있다. 미국에서는 미국 질병통제예방센터(CDC)에서 구할 수 있다. 질병이 흔한 지역에서는 세계보건기구(WHO)에서 무료로 수라민을 제공한다.

## 의학적 용도
수라민은 트리파노소마에 의해 발생하는 인간 수면병 치료에 사용된다. 구체적으로, 중추신경계 침범이 없는 트리파노소마 브루세이 로데시엔스(Trypanosoma brucei rhodesiense) 및 트리파노소마 브루세이 감비엔세(Trypanosoma brucei gambiense)에 의한 1단계 아프리카 트리파노소마증 치료에 사용된다. 트리파노소마 브루세이 로데시엔스에 대한 1차 치료제로 간주되며, 조기 단계 트리파노소마 브루세이 감비엔세에 대한 2차 치료제로, 이때는 펜타미딘이 1차 치료제로 권장된다.
회선사상충증 치료에 사용되어왔다.

### 임신과 수유
여성이 수유 중 수라민을 복용하는 것이 아기에게 안전한지는 알려져 있지 않다.

## 부작용
가장 흔한 부작용은 구역, 구토, 설사, 복통, 그리고 전반적인 불편감이다. 또한 피부에서 기어다니는 듯한 느낌이나 저림, 손바닥과 발바닥의 압통, 손, 팔, 다리 또는 발의 마비 등 다양한 감각이 나타나는 것도 흔하다. 다른 피부 반응으로는 피부 발진, 부종, 따끔거리는 느낌 등이 있다. 수라민은 또한 식욕 부진과 과민성을 유발할 수 있다. 수라민은 사용 중 소변에 무해한 변화를 일으키는데, 특히 소변을 탁하게 만든다. 신장병을 악화시킬 수 있다.
덜 흔한 부작용으로는 극심한 피로감, 구강 궤양, 목, 겨드랑이 및 사타구니의 통증성 압통성 림프절이 있다. 수라민은 드물게 눈에 영향을 미쳐 눈물 흘림, 눈 주변 부종, 광선 공포증, 시력 변화 또는 상실을 유발한다.
드문 부작용으로는 호흡 곤란을 유발하는 과민 반응이 있다. 다른 드문 전신 효과로는 혈압 저하, 발열, 빠른 심장 박동, 경련 등이 있다. 다른 드문 부작용으로는 상복부 압통, 눈과 피부의 황달, 비정상적인 출혈 또는 멍과 같은 간 기능 장애 증상이 있다.
수라민은 HIV/AIDS 환자에게 임상적으로 적용되었지만 상당수의 치명적인 사례가 발생하여 이 질환에 대한 이 분자의 적용은 포기되었다.

## 약리학

### 약동학
수라민은 경구 생체 이용률이 낮아 정맥 주사로 투여해야 한다. 근육 주사 및 피하 주사는 국소 조직 염증 또는 괴사를 유발할 수 있다. 수라민은 혈청 단백질에 약 99-98% 결합하며 반감기는 평균 50일로 41~78일이다. 그러나 수라민의 약동학은 환자 개인마다 상당히 다를 수 있다. 수라민은 뇌척수액으로 잘 분포되지 않으며 조직 농도는 혈장 농도보다 낮다. 수라민은 광범위하게 대사되지 않으며 약 80%가 신장을 통해 배설된다.

### 작용 기전
수라민의 작용 기전은 불분명하지만, 기생충이 저밀도 지단백질 및 다른 혈청 단백질에 결합한 약물을 수용체 매개 내포 작용을 통해 선택적으로 흡수할 수 있을 것으로 생각된다. 기생충 내부에서 수라민은 단백질, 특히 트리파노소마 해당 효소와 결합하여 에너지 대사를 억제한다.

## 화학
수라민의 분자식은 C51H40N6O23S6이다. 중앙에 요소 (NH-CO-NH) 작용기가 있는 대칭적인 분자이다. 수라민은 6개의 방향족 시스템(4개의 벤젠 고리와 한 쌍의 나프탈렌 부분)과 4개의 아마이드 작용기(요소 외) 및 6개의 설폰산 그룹을 포함한다. 의약품으로 투여될 때, 일반적으로 수용성인 황산염(salt) 형태로 투여되지만, 공기 중에서는 빠르게 분해된다.
수라민 자체 및 구조유사체의 유기 합성은 해당 아민(아닐린) 및 카복실(염화 아실) 성분으로부터 아미드 결합을 연속적으로 형성함으로써 이루어진다. 요소 형성으로 나프탈렌 구조에서 시작하는 방법 또는 요소에서 시작하여 연속적인 그룹을 부착하는 방법 등 다양한 경로가 개발되었다.

## 역사
수라민은 1916년경 바이엘 AG 연구소의 화학자인 오스카 드레셀, 리차드 코테, 베른하르트 헤이만이 요소 유사 화합물 연구를 통해 처음 만들었다. 이 약은 여전히 바이엘에서 저마닌이라는 브랜드 이름으로 판매된다. 수라민의 화학 구조는 상업적, 전략적 이유로 바이엘에 의해 비밀로 유지되었지만, 1924년에 파스퇴르 연구소의 에르네스트 푸르노와 그의 팀에 의해 규명 및 발표되었다.:378–379

## 연구
또한 다양한 G 단백질 연결 수용체(GPCR)에서 다양한 효능으로 이종삼량체 G 단백질의 활성화를 억제하는 시약으로도 사용된다. 이는 이종삼량체 G 단백질의 연합을 방지하고 따라서 수용체의 구아닌 교환 기능(GEF)을 차단한다. 이 차단으로 인해 GDP가 Gα 소단위에서 방출되지 않아 GTP로 대체되어 활성화될 수 없다. 이는 로돕신, 아데노신 A1 수용체, 도파민 D2 수용체, P2 수용체, 및 라이언오딘 수용체를 포함한 다양한 GPCR 단백질의 하류 G 단백질 매개 신호 전달을 차단하는 효과가 있다. 수라민은 또한 ABC형 및 P형 ATPase의 억제제로, ATP와 경쟁적으로 작용한다.
수라민은 전립선암의 가능한 치료제로 임상시험에서 연구되었다.
수라민은 자폐 마우스 모델과 소규모 1/2상 인간 임상 시험에서 연구되었다. 무작위 임상 연구 결과에 따르면 수라민 (10mg 또는 20mg 용량)은 중등도에서 중증 자폐 스펙트럼 장애 소년에게 위약 대비 통계적으로 유의미한 효과가 없었다.
수라민은 가역적이고 경쟁적인 단백질 타이로신 포스파타아제(PTPases) 억제제이며, 시르투인, 정제된 토포이소머라아제 II 및 SARS-CoV-2 RNA 의존적 RNA 중합효소(RdRp)의 강력한 억제제이다.

## 추가 문헌
- Zhang YL, Keng YF, Zhao Y, Wu L, Zhang ZY (May 1998). 《Suramin is an active site-directed, reversible, and tight-binding inhibitor of protein-tyrosine phosphatases》. 《The Journal of Biological Chemistry》 273. 12281–12287쪽. doi:10.1074/jbc.273.20.12281. PMID 9575179.